# U-652
| U-652                                            | U-652 | U-652 |
| ------------------------------------------------ | --- | --- |
|                                                  | | |
|                                                  | | |
| Схематичне зображення підводних човнів типу VIIC | | |
| Під прапором                                     | Третій Рейх | Третій Рейх |
| Порт приписки                                    | Кіль 3-тя флотилія ПЧ 29-та флотилія ПЧ                                                                                    | Кіль 3-тя флотилія ПЧ 29-та флотилія ПЧ                                                                                    |
| Спуск на воду                                    | 7 лютого 1941 | 7 лютого 1941 |
| Виведений зі складу флоту                        | 2 червня 1942 | 2 червня 1942 |
| Сучасний статус                                  | серйозно пошкоджений глибинними бомбами з британських торпедоносців Fairey Swordfish; затоплений U-Boot U-81 2 червня 1942 | серйозно пошкоджений глибинними бомбами з британських торпедоносців Fairey Swordfish; затоплений U-Boot U-81 2 червня 1942 |
| Проєкт                                           | | |
| Тип ПЧ                                           | великий океанський ПЧ | великий океанський ПЧ |
| Розробник проєкту                                | Howaldtswerke, Гамбург | Howaldtswerke, Гамбург |
| Основні характеристики                           | | |
| Швидкість (надводна)                             | 17,7 вузлів (32,8 км/год)                                                                                                  | 17,7 вузлів (32,8 км/год)                                                                                                  |
| Швидкість (підводна)                             | 7,6 вузлів (14,1 км/год)                                                                                                   | 7,6 вузлів (14,1 км/год)                                                                                                   |
| Робоча глибина занурення                         | 230 м | 230 м |
| Гранична глибина занурення                       | 250—295 м | 250—295 м |
| Автономність плавання                            | 8 190 миль (15 170 км) на швидкості 10 вузлів (надводна) 81 миля (150 км) на швидкості 4 вузла                             | 8 190 миль (15 170 км) на швидкості 10 вузлів (надводна) 81 миля (150 км) на швидкості 4 вузла                             |
| Екіпаж                                           | 25 осіб | 25 осіб |
| Розміри                                          | | |
| Довжина найбільша (по КВЛ)                       | 67,1 м | 67,1 м |
| Ширина корпусу найб.                             | 6,2 м | 6,2 м |
| Висота                                           | 4,74 м | 4,74 м |
| Водотоннажність надводна                         | 769 т | 769 т |
| Озброєння                                        | | |
| Артилерія                                        | 88-мм палубна гармата SK C/35                                                                                              | 88-мм палубна гармата SK C/35                                                                                              |
| Торпедно- мінне озброєння                        | 4 носових, 1 кормовий 533-мм торпедні апарати; 11-14 торпед                                                                | 4 носових, 1 кормовий 533-мм торпедні апарати; 11-14 торпед                                                                |

U-652 (нім. U 652) — німецький великий океанський підводний човен типу VIIC Крігсмаріне.

## Історія служби
Підводний човен U-652 був замовлений 9 жовтня 1939 року. Закладка корабля проведена 5 лютого 1940 на верфі Howaldtswerke, у Гамбурзі під будівельним номером 801, спущений на воду 7 лютого 1941 року. Човен увійшов до строю Крігсмаріне 3 квітня 1941 року. Єдиним командиром човна був оберлейтенант-цур-зее Георг-Вернер Фрац.

## Затоплені кораблі та судна[1]
| № | Ім'я                       | Тип                         | Належність      | Дата            | Тоннаж (БРТ) | Вантаж                       | Статус      | Місце                                                       |
| 1 | PS-70                      | траулер/посильне судно      | СРСР            | 6 серпня 1941   | 558          | —                            | затоплений  | 69°04′ пн. ш. 36°10′ сх. д. / 69.067° пн. ш. 36.167° сх. д. |
| 2 | HMS Southern Prince (M 47) | допоміжний міноносець       | Велика Британія | 26 серпня 1941  | 10 917       | —                            | пошкоджений | 62°55′ пн. ш. 9°55′ зх. д. / 62.917° пн. ш. 9.917° зх. д.   |
| 3 | Tahchee                    | танкер                      | Велика Британія | 10 вересня 1941 | 6 508        | паливно-мастильні матеріали  | пошкоджений | 61°15′ пн. ш. 41°05′ зх. д. / 61.250° пн. ш. 41.083° зх. д. |
| 4 | Baron Pentland             | військове транспортне судно | Велика Британія | 10 вересня 1941 | 3 410        | 1 512 структур лісоматеріалу | пошкоджений | 58°15′ пн. ш. 40°36′ зх. д. / 58.250° пн. ш. 40.600° зх. д. |
| 5 | Saint Denis                | військове транспортне судно | Франція         | 9 грудня 1941   | 1 595        | майно, продукти харчування   | затоплений  | 38°05′ пн. ш. 03°02′ сх. д. / 38.083° пн. ш. 3.033° сх. д.  |
| 6 | Варлаам Аванесов           | танкер                      | СРСР            | 19 грудня 1941  | 6 557        | —                            | затоплений  | 39°27′ пн. ш. 26°05′ сх. д. / 39.450° пн. ш. 26.083° сх. д. |
| 7 | «Хітроп»                   | ескортний міноносець        | Велика Британія | 20 березня 1942 | 1 050        | —                            | затоплений  | 32°22′ пн. ш. 25°28′ сх. д. / 32.367° пн. ш. 25.467° сх. д. |
| 8 | «Ягуар»                    | ескадрений міноносець       | Велика Британія | 26 березня 1942 | 1 690        | —                            | затоплений  | 31°53′ пн. ш. 26°18′ сх. д. / 31.883° пн. ш. 26.300° сх. д. |

## Виноски
1. ↑  Ships hit by U-652. Архів оригіналу за 5 вересня 2008. Процитовано 6 грудня 2013.
2. ↑  19 вересня затоплений німецьким підводним човном U-372